# Ingela Andersson
Ingela Andersson (ur. 16 lipca 1991 w Sollefteå) – szwedzka biathlonistka.
Po raz pierwszy na arenie międzynarodowej pojawiła się w 2010 roku, kiedy wystąpiła na Mistrzostwach Europy w Otepää. Zajęła tam między innymi 6. miejsce w biegu indywidualnym.
W Pucharze Świata zadebiutowała 3 grudnia 2011 roku w Östersund, zajmując 82. miejsce w sprincie.

## Osiągnięcia

### Mistrzostwa świata
| Rok  | Miejscowość          | Konkurencje | Konkurencje | Konkurencje | Konkurencje | Konkurencje | Konkurencje | Konkurencje |
| Rok  | Miejscowość          | IN          | SP          | PU          | MS          | RL          | MR          | SR          |
| ---- | -------------------- | ----------- | ----------- | ----------- | ----------- | ----------- | ----------- | ----------- |
| 2013 | Nové Město na Moravě | 68.         | 59.         | 50.         | nd.         | 15.         | nd.         | –           |
| 2015 | Kontiolahti          | nd.         | DNS         | nd.         | nd.         | nd.         | nd.         | –           |
| 2016 | Oslo                 | 32.         | 22.         | 32.         | 29.         | nd.         | 10.         | –           |

### Mistrzostwa świata juniorów
| Rok  | Miejscowość          | Konkurencje | Konkurencje | Konkurencje | Konkurencje | Konkurencje | Konkurencje | Konkurencje |
| Rok  | Miejscowość          | IN          | SP          | PU          | MS          | RL          | MR          | SR          |
| ---- | -------------------- | ----------- | ----------- | ----------- | ----------- | ----------- | ----------- | ----------- |
| 2011 | Nové Město na Moravě | 16.         | 3.          | 13.         | nd.         | 14.         | nd.         | –           |
| 2012 | Kontiolahti          | 12.         | 13.         | 27.         | nd.         | nd.         | nd.         | –           |

### Mistrzostwa Europy
| Rok  | Miejscowość    | Konkurencje | Konkurencje | Konkurencje | Konkurencje | Konkurencje | Konkurencje | Konkurencje |
| Rok  | Miejscowość    | IN          | SP          | PU          | MS          | RL          | MR          | SR          |
| ---- | -------------- | ----------- | ----------- | ----------- | ----------- | ----------- | ----------- | ----------- |
| 2010 | Otepää         | 6.          | 13.         | 18.         | nd.         | 6.          | nd.         | –           |
| 2015 | Otepää         | 35.         | 41.         | 34.         | nd.         | 8.          | nd.         | –           |
| 2017 | Duszniki-Zdrój | 28.         | 26.         | 26.         | nd.         | nd.         | 7.          | –           |
| 2018 | Ridnaun        | 48.         | 54.         | DNS         | nd.         | nd.         | 7.          | –           |

### Puchar Świata

#### Miejsca w klasyfikacji generalnej
| Sezon     | Miejsce           |
| --------- | ----------------- |
| 2011/2012 | –                 |
| 2012/2013 | –                 |
| 2014/2015 | –                 |
| 2015/2016 | 58.               |
| 2016/2017 | –                 |
| 2017/2018 | –                 |
| 2018/2019 | 102.              |
| 2019/2020 | 84.               |
| 2020/2021 | niesklasyfikowana |
| 2021/2022 | niesklasyfikowana |